# Megasema subgrisea
Megasema subgrisea är en fjärilsart som beskrevs av Otto Staudinger 1897. Megasema subgrisea ingår i släktet Megasema och familjen nattflyn. Inga underarter finns listade i Catalogue of Life.